# Trädgårdsklokrypare
Trädgårdsklokrypare (Lamprochernes nodosus) är en spindeldjursart som först beskrevs av Schrank 1803.  Trädgårdsklokrypare ingår i släktet Lamprochernes och familjen blindklokrypare. Arten är reproducerande i Sverige.

## Underarter
Arten delas in i följande underarter:
- L. n. afrikanus
- L. n. nodosus